# Île-de-France Mobilités
Île-de-France Mobilités (česky: Mobilita Île-de-France) je správce veřejné dopravy v regionu Île-de-France. Členy svazu jsou region Île-de-France a osm jeho departementů: Paříž, Seine-et-Marne, Yvelines, Essonne, Hauts-de-Seine, Seine-Saint-Denis, Val-de-Marne et Val-d'Oise. S 3,7 miliardami euro zaplacenými v roce 2005 na provoz různých druhů dopravy je Île-de-France Mobilités hlavním financovatelem dopravy.

## Historie
Île-de-France Mobilités je nástupcem předchozích organizací, které se utvořily již ve 30. letech 20. století. Tehdy vznikla myšlenka, že je třeba založit agenturu, která by dohlížena na přepravu cestujících v pařížském regionu. 12. listopadu 1938 tak vznikl Comité des transports parisiens (Výbor pařížské dopravy), který ovládali státní úředníci.
V roce 1948 proběhla reorganizace dopravy v regionu a vznikla společnost Régie autonome des transports parisiens (RATP) a Office régional des transports parisiens (Regionální úřad pařížské dopravy) (ORTP).
Na základě vyhlášky z roku 1959 o organizaci osobní dopravy vznikl systém organizace veřejné osobní dopravy v regionu Île-de-France, jak je znám dnes. Místo ORTP vznikl Syndicat des transport parisiens (Svaz pařížské dopravy) (STP), kde se účastnil stát, město Paříž a departementy Seine, Seine-et-Oise a Seine-et-Marne.
Úkolem PTS bylo organizovat a modernizovat dopravu cestujících v pařížském regionu, koordinovat činnost a tarify všech zdejších dopravních společností a upravovat dopravní síť (silniční i železniční). Dva veřejné podniky RATP a SNCF zajišťovaly přes 90% služeb, zbývající tvořilo na 80 soukromých společností, jednalo se o autobusové linky. STP měl za úkol zlepšit kvalitu služeb, jako jsou zařízení pro zdravotně postižené, informace pro cestující ve stanicích a na nástupištích. Tyto operace jsou financovány regionem Île-de-France z části pokut za špatné parkování.
STP byl reorganizován v roce 1968, aby odpovídal novým departementům. Od roku 1971 byl správcem dopravní daně a nové daně ze mzdy pro společnosti s více než devíti zaměstnanci, které byly určeny pro financování provozních nákladů a investic. V roce 1975 byla pod dohledem STP zavedena Carte Orange, která byla (a stále je) platná pro všechny druhy veřejné dopravy v Île-de-France.
V červenci 2000 se změnil způsob financování dopravy a RATP a SNCF uzavřely víceleté smlouvy. STP měl tak malou kontrolu nad poskytovanou službou. 14. prosince 2000 se STP transformoval na STIF. Svaz je nyní zcela odříznut od vlivu státu a členy správní rady se stali pouze zástupci regionu a departementů, jeho kompetence se ovšem nezměnily.
V červnu 2017 oznámila předsedkyně regionu Île-de-France a STIF Valérie Pécresse, že úřad změní svůj název na Île-de-France Mobilités.

## Úkoly svazu
Île-de-France Mobilités organizuje, koordinuje a financuje veřejnou dopravu v Île-de-France, kterou zajišťují společnosti RATP, SNCF a soukromí autobusoví dopravci organizovaní v asociaci Optile. Svaz stanovuje obecné podmínky provozu a ceník jízdného. Uzavírá s jednotlivými dopravci smlouvy a na jejich základě uděluje bonusy nebo tresty podle dosažených výsledků.
Koordinuje modernizaci veřejné dopravy v Paříži, rozhoduje o veřejných investicích, včetně velkých infrastrukturních projektů dle smluv mezi státem a regionem a o pravidlech pro jejich realizaci. Jeho podíl na těchto investicích pochází z 50% dopravních pokut udělených v Île-de-France.
Od 1. července 2005 patří do kompetencí svazu rovněž starost o školní dopravu, dopravu zdravotně postižených osob a říční dopravu.